# Hoplopleura hesperomydis
Hoplopleura hesperomydis – gatunek wszy z rodziny Hoplopleuridae, pasożytujący głównie na  myszy białołapiej (Peromyscus leucopus). Spotykany również na innych myszowatych: złotomyszy amerykańskiej (Ochrotomys nuttalli), Peromyscus californicus, Peromyscus gossypinus, Peromyscus maniculatus, Peromyscus melanotis, Peromyscus polionotus, Peromyscus truei. Powoduje wszawicę.
Samica wielkości 1,0 mm, samiec mniejszy wielkości 0.6 mm. Wszy te mają ciało silnie spłaszczone grzbietowo-brzusznie. Samica składa jaja zwane gnidami, które są mocowane specjalnym "cementem" u nasady włosa. Rozwój osobniczy trwa po wykluciu się z jaja około 14 dni. Pasożytuje na skórze. Występuje na terenie Ameryki Północnej.